# ジャンボオランダ
ジャンボ獅子頭（ジャンボオランダとも言う）は、キンギョの一種である。

## 概要
に九州、熊本県、長洲で独自に継承・発展したオランダ獅子頭の系統である。オランダシシガシラと和金の交配種であり、東錦とジャンボ獅子頭の交配した種をジャンボ東錦と呼ばれている。地域に根付いた地金魚の分類に入る。

## 名前の由来
金魚の中では桁外れに大きくなるため、ジャンボ獅子頭と命名された。
日本観賞魚振興会の展示会や東海地方の競り市で「ジャンボオランダ」と呼ばれたため、全国的には「ジャンボオランダ」が通称になっているが、熊本・長洲にある唯一の愛好会が「ジャンボ獅子頭愛好会」とあるように、「ジャンボ獅子頭」が正式な名称である。全国への普及を優先としているので、「ジャンボオランダ」「ジャンボ獅子頭」どちらでも良いとしている。

## 特徴
ジャンボ（jumbo）という名の通り、大きくなれば50cmを超える物もいる。非常に大きくなる種のため、流通量は少ない